# (36348) 2000 NS23
2000 NS23 (asteroide 36348) é um asteroide da cintura principal. Possui uma excentricidade de 0.26356730 e uma inclinação de 16.63480º.
Este asteroide foi descoberto no dia 5 de julho de 2000 por LONEOS em Anderson Mesa.